# J Schöpel
J Schöpel var en tysk litograf, verksam i Sverige i mitten av 1800-talet.
Schöpel anlitades 1858 av Frans von Schéele för att utföra litografierna till planschverket Wermland i teckningar, i vilket Schöpel litograferat vyerna över Christinehamn, Gustafsvik, Björneborg, Nyeds kyrka, Östanås, Deijefors, Mölnbacka och Munkfors.